# Marcigny-sous-Thil
Marcigny-sous-Thil é uma comuna francesa na região administrativa da Borgonha-Franco-Condado, no departamento de Côte-d'Or. Estende-se por uma área de 4,78 km². Em 2010 a comuna tinha 59 habitantes (densidade: 12,3 hab./km²).